# Рясниківська сільська рада
Ря́сниківська сільська́ ра́да — орган місцевого самоврядування в Гощанському районі Рівненської області. Адміністративний центр — село Рясники.

## Загальні відомості
- Рясниківська сільська рада утворена в 1940 році.
- Територія ради: 25,459 км²
- Населення ради: 1 091 особа (станом на 2001 рік)
- Територією ради протікає річка Горинь.

## Населені пункти
Сільській раді підпорядковані населені пункти:
- с. Рясники
- с. Дмитрівка

## Склад ради
Рада складається з 16 депутатів та голови.
- Голова ради: Козак Василь Георгійович
- Секретар ради: Усик Марія Петрівна

### Керівний склад попередніх скликань
| ПІБ                         | Основні відомості                                            | Дата обрання | Дата звільнення |
| --------------------------- | ------------------------------------------------------------ | ------------ | --------------- |
| Усик Анатолій Володимирович | Сільський голова, 1966 року народження, член Народної партії | 26.03.2006   | 31.10.2010      |
| Козак Василь Георгійович    | Сільський голова, 1969 року народження, безпартійний         | 31.10.2010   |                 |

Примітка: таблиця складена за даними сайту Верховної Ради України